# Jim Grigoleit
Johannes Martinus (Jim) Grigoleit, ook gekend als Joop Grigoleit (Amsterdam, 27 maart 1922 – 14 maart 2007) was een Nederlands voetballer.

## Biografie
Jim Grigoleit was de zoon van Pauline Grigoleit. Hij trouwde op 5 september 1945 met Elisabeth Maria Prent.
Hij speelde in 1946 bij AFC Ajax als middenvoor. Van zijn debuut in het kampioenschap op 17 februari 1946 tegen ADO tot zijn laatste wedstrijd op 31 maart 1946 tegen RFC speelde Grigoleit in totaal 3 wedstrijden en scoorde 1 doelpunten in het eerste elftal van Ajax.

## Statistieken
| Club  | Seizoen | Competitie | Competitie | Beker | Beker | Totaal | Totaal |
| Club  | Seizoen | Wed.       | Dlp.       | Wed.  | Dlp.  | Wed.   | Dlp.   |
| ----- | ------- | ---------- | ---------- | ----- | ----- | ------ | ------ |
| Ajax  | 1945/46 | 3          | 1          | ?     | ?     | 3      | 1      |
| Total | Total   | 3          | 1          | ?     | ?     | 3      | 1      |